# Thunfischsalat

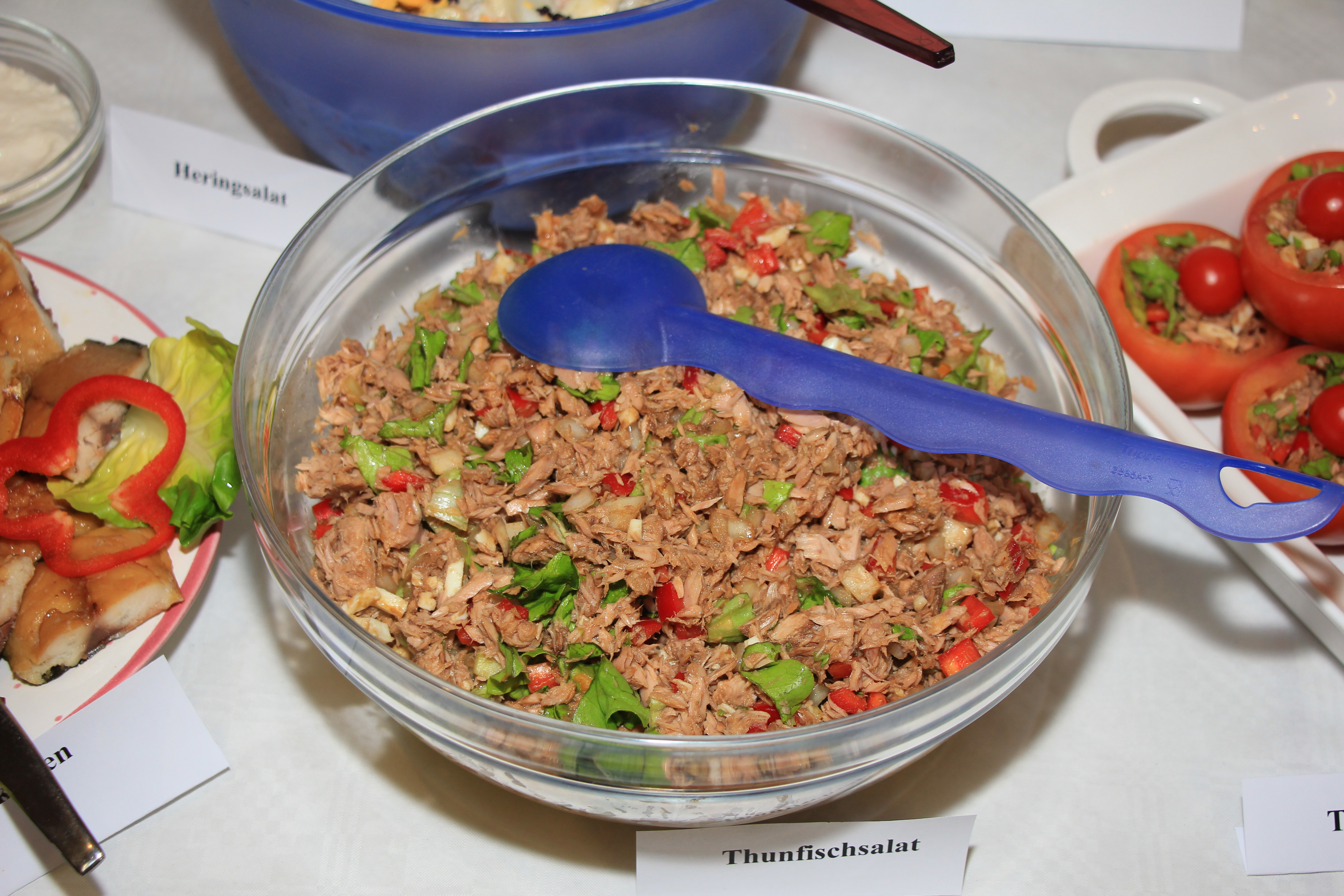
Thunfischsalat bei einem Büffet beim Heringsschmaus

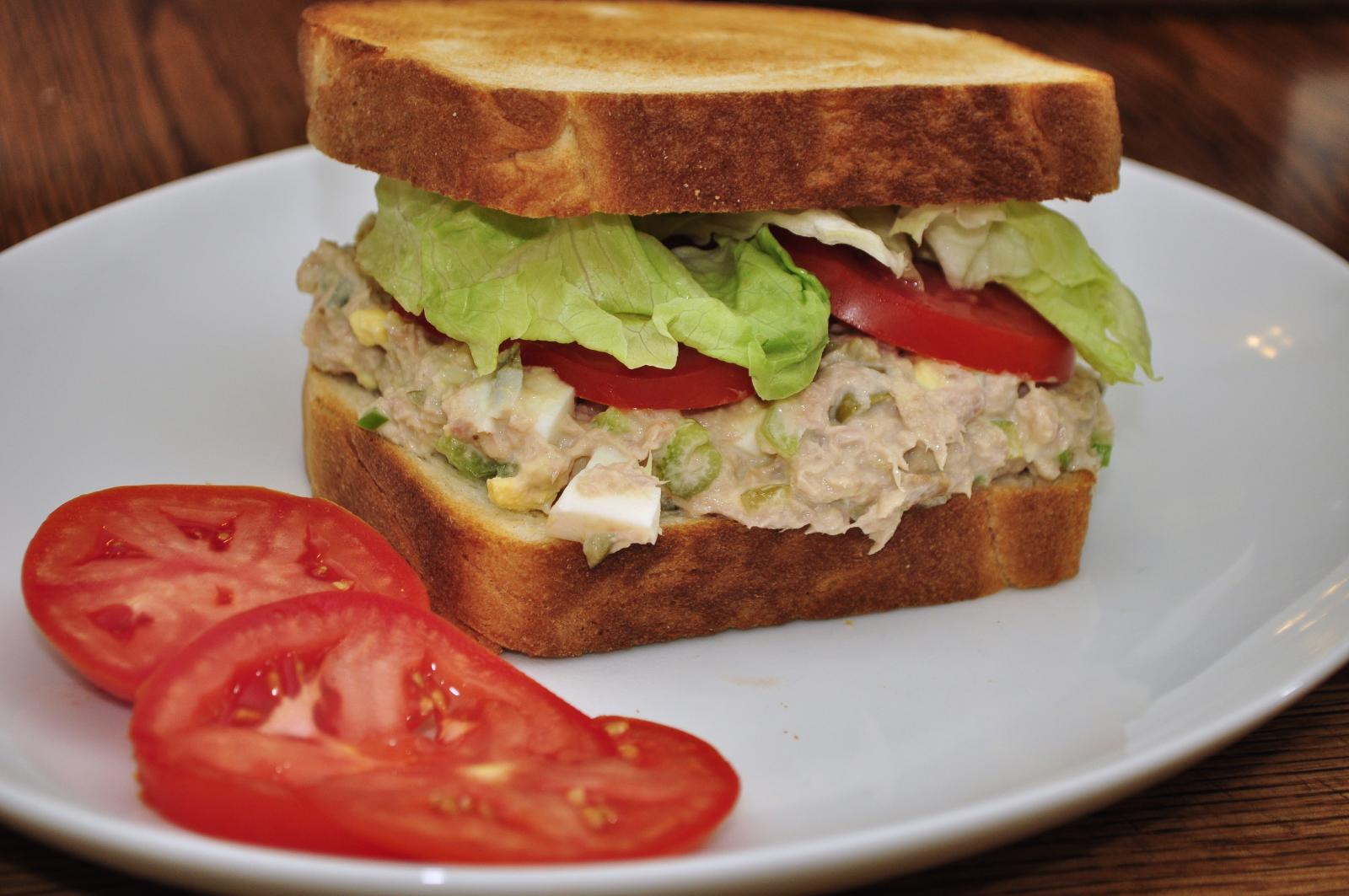
Sandwich mit Thunfischsalat und Tomaten

Thunfischsalat  (auch Tunfischsalat) ist ein angemachter Fischsalat, der als charaktergebende Zutat gegartes Fleisch vom Thunfisch enthält. Dem Thunfischsalat werden noch andere Zutaten wie beispielsweise Obst, Gemüse, Eier sowie würzende Zutaten untergemischt. Als typischer Feinkostsalat ist er mit einem Dressing, oft auf Basis von Mayonnaise oder Salatmayonnaise gebunden. Thunfischsalat ist beliebt als Vorspeise oder als Brotaufstrich, besonders für Thunfisch-Sandwiches sowie zum Garnieren von Canapés. Der Salat wird meist mit Thunfischfleisch aus Konservendosen hergestellt, das „im eigenen Saft“ eingekocht wurde; Es wird abgeseiht und zerbröckelt unter die anderen Zutaten gemischt. Ähnlich wie beim Geflügelsalat sind kleingeschnittene Zutaten wie Sellerie, Avocado, kernlose Weintrauben, Ananas, entkernte Gurken, Wasserkastanien, Mixed Pickels, Zwiebeln, Kapern, gestiftelte Mandeln usw. möglich.
In den Vereinigten Staaten von Amerika wurden Mitte des 19. Jahrhunderts die ersten Thunfisch-Rezepte veröffentlicht, die aus französischen Kochbüchern übersetzt waren, oder in Kochbüchern von eingewanderten Köchen. Bis dahin dominierte der Einfluss der britischen Küche die amerikanische Küche, daher spielte Thunfisch noch keine Rolle. Die ersten Rezepte waren dann überraschend vielfältig. Von all diesen Zubereitungen, entwickelten sich ab dem Beginn des 20. Jahrhunderts der Thunfischsalat (der als gesund galt) und das Thunfischsalat-Sandwich zum Renner in den USA.